# Mike Taylor (Musiker)
Ronald Michael „Mike“ Taylor (* 1938 in Ealing, London; † Januar 1969) war ein britischer Musiker des Modern Jazz (Pianist, Komponist), der einige Songs für die Band Cream geschrieben hat.

## Leben und Wirken
Taylor, dessen Eltern sehr früh starben, wurde von seinen Großeltern aufgezogen. Nach dem Wehrdienst wandte er sich in den frühen 1960er Jahren dem Hard Bop zu und gründete eine eigene Band, zu der John Mumford, Chris Bateson und Frank Powell gehörten. In den folgenden Jahren arbeitete er mit Graham Bond, Jack Bruce und Jon Hiseman. 1965 wurde er mit einem halbstündigen Konzert in der BBC vorgestellt; Ornette Coleman verpflichtete Taylors Quartett als Vorgruppe für seinen Auftritt in Croydon. Mit seiner Band zusammen nahm er zwei Alben auf. Einige seiner Kompositionen wurden vom New Jazz Orchestra ins Repertoire aufgenommen; sein eigenes Trio hatte mit diesem Orchester zusammen auch Auftritte. Drei seiner Kompositionen wurden von Ginger Baker mit Text ausgestattet und von Cream auf dem Album Wheels of Fire (1968) eingespielt: Passing the Time, Pressed Rat and Warthog und Those were the Days. Ginger Baker stellte mit Phil Seamen Teile von Taylors Horn Gut and Skin Suite auf dem National Jazz and Blues Festival 1968 vor.
Zu dieser Zeit lebte Taylor bereits als Obdachloser. Eines Tages wurde seine Leiche aus der Themse geborgen. 1973 nahmen Neil Ardley, Dave Gelly, Jon Hiseman, Ian Carr, Henry Lowther, Barbara Thompson und Norma Winstone das Album Mike Taylor Remembered auf, mit dem sie Taylor als Komponisten würdigten.

## Diskographische Hinweise
- Pendulum (1966, mit Jon Hiseman, Tony Reeves und Dave Tomlin)
- Trio (1967, mit Hiseman, Jack Bruce und Ron Rubin)[1]
- Mandala (1965, ed 2021), mit Tomlin, Reeves, Hiseman[2]